# Первый дивизион Азербайджана по футболу
I дивизион Азербайджана по футболу (азерб. Birinci Divizion) — второй по значимости футбольный дивизион Азербайджана.

## Регламент
В конце каждого сезона команда, занявшая 1 место, получала право выступать в Премьер-лиге. Клуб, занявший последнее место, переводился во второй дивизион.
С сезона-2013/14 в Премьер-лиге участвуют по 10 команд, играющих в 4 круга. По итогам сезона клуб, занявший последнее, 10-е место, выбывает во Второй дивизион. Победитель получает путёвку в Премьер-лигу.

## Общие сведения
В сезоне-2016/17 в Первом дивизионе выступали 14 клубов. В сезоне-2022/2023 в Первом дивизионе выступали 15 клубов. В сезоне-2023/2024 в Первом дивизионе выступают 10 клубов.
В сезоне 2022/23 в Первом дивизионе выступали 15 команд: Араз-Нахчыван, Загатала, Зиря-2, Имишли, Карабах-2, Карадаг, Шамахы-2, Кяпаз-2, Мингечевир, МОИК, Нефтчи-2, Сабаил-2, Сабах-2, Сумгаит-2, Туран-2.
В сезоне 2025/26 в лиге принимают участие команды «Baku Sporting», «Джабраил», «Дифаи», «Мингечевир», «МОИК», «Сабаил», «Шахдаг», «Шафа», «Шимал», «Загатала».

## Победители
| Место | Клуб               | Действующий чемпион | Серебряной призер | Всего |
| ----- | ------------------ | ------------------- | ----------------- | ----- |
| 1     | МОИК               | 1                   | 1                 | 2     |
| 2     | Кяпаз              | 1                   | 0                 | 1     |
| 3     | АБН-Барда          | 1                   | 0                 | 1     |
| 4     | Апшерон            | 1                   | 0                 | 1     |
| 5     | Карадаг (Локбатан) | 1                   | 0                 | 1     |
| 6     | Бакылы             | 0                   | 1                 | 1     |
| 7     | Карван             | 0                   | 1                 | 1     |
| 8     | Ряван              | 0                   | 1                 | 1     |
| 9     | Шахдаг (Кусары)    | 0                   | 1                 | 1     |